# 大鵬湾国際サーキット
大鵬湾国際サーキット（たいほうわんこくさいサーキット、中国語: 大鵬灣國際賽車場、英語: Pen Bay International Circuit）は、台湾・屏東県東港鎮にあるサーキット。

## 概要
2011年10月9日オープン。「大鵬湾国際レジャー特区（大鵬湾国家風景区）」として開発が進められているエリアの中核施設で、周辺にはマリンスポーツ施設や旧日本軍の地下坑道などもある。
メインコースは全長3527m。コースを分割して使用することもでき、その場合はナショナルトラック（全長1960m）、オーバルコース（全長950mと435mの2種類）等の設定も可能である。元々旧大日本帝国海軍航空隊（東港海軍航空隊）の基地跡地に作られたということもあり、最大高低差はわずか40cmというフラットなコースになっている。
オープニングイベントではミナルディの2シーターF1マシンをゲーリー・トンプソンがデモ走行させるイベントが行われたほか、過去には2輪のアジアロードレース選手権などが開催されたことがある。2013年12月にはスーパー耐久のシリーズ戦が行われる予定だったが、主催者と現地オーガナイザーとの交渉が不調に終わったため、最終的にシリーズ戦ではなくSUPER GTやスーパー耐久の一部チームを招待してのレースとして行われた。
2019年7月14日をもって一旦、営業を終了した。

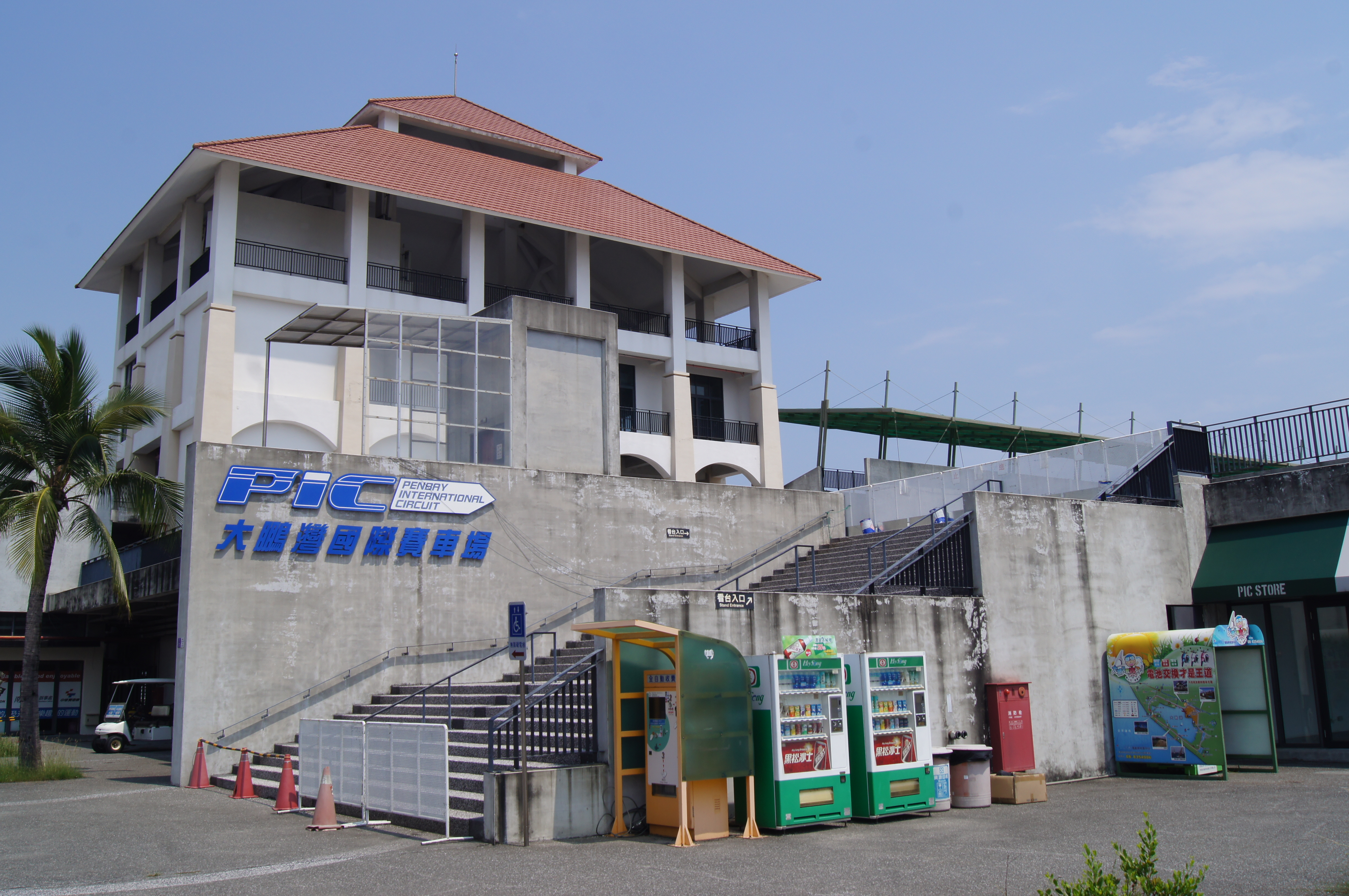
入り口付近
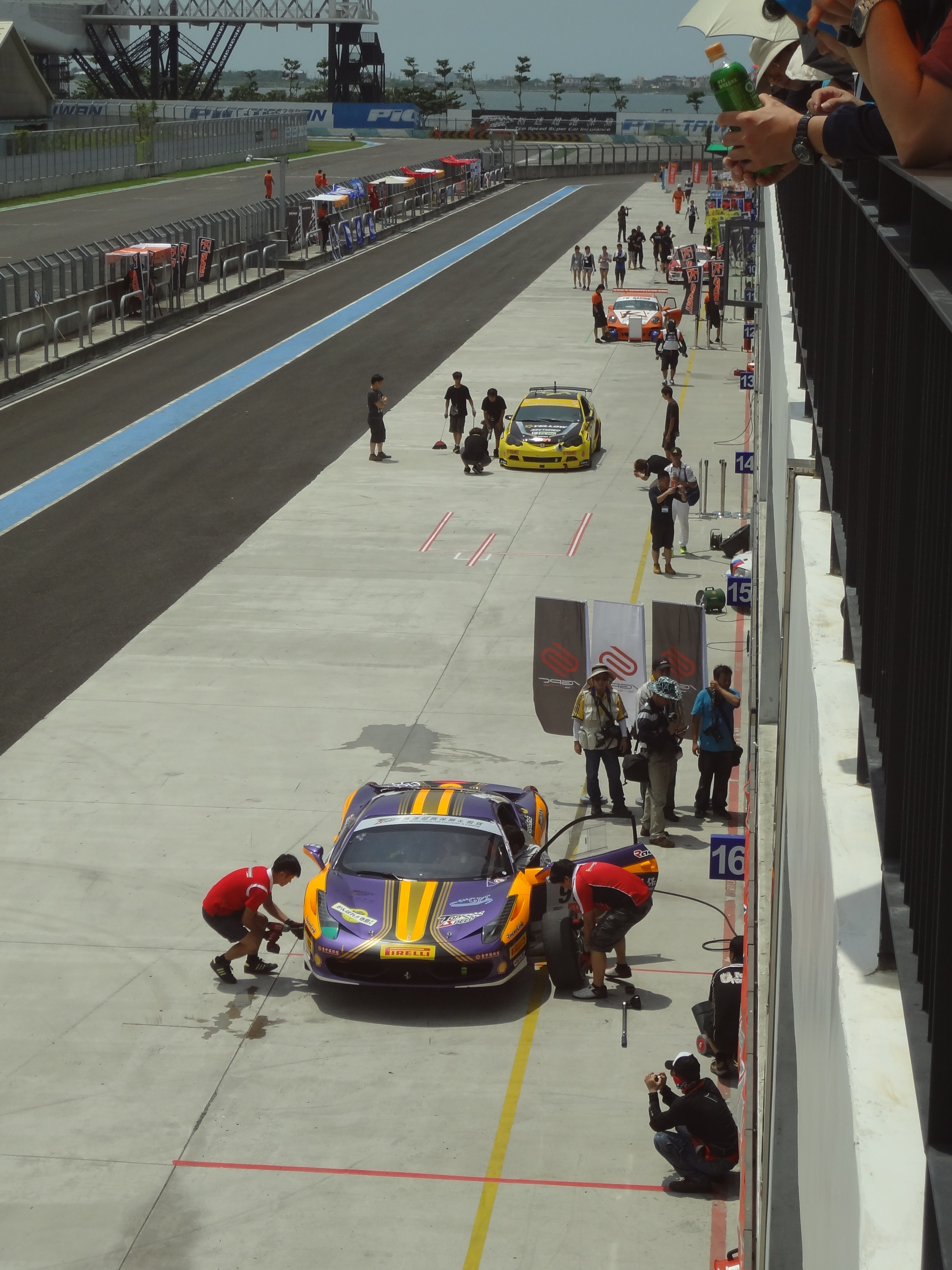
2013 台湾スピードフェスティバル